# Titularbistum Gallesium

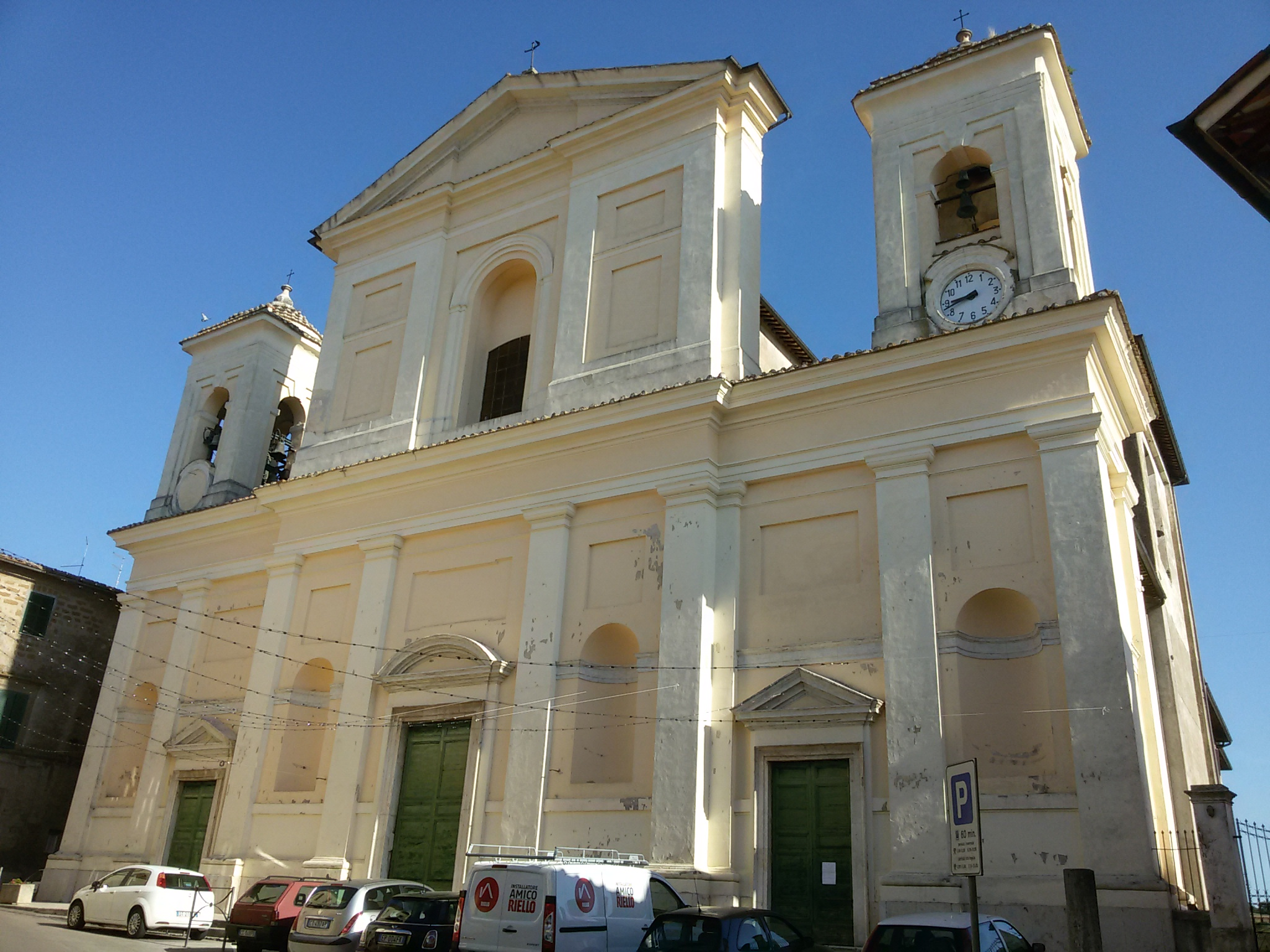
Gallese Duomo Sta.Maria

Das Bistum Gallesium (italienisch diocesi di Gallese, lateinisch Dioecesis Gallesina) ist ein Titularbistum der römisch-katholischen Kirche. 
Es geht zurück auf einen Bischofssitz in der Stadt Gallese, die sich in der italienischen Region Latium befindet.
| Titularbischöfe von Gallesium |                                               |                                                 |               |     |
| Nr.                           | Name                                          | Amt                                             | von           | bis |
| 1                             | Antonio Franco Titularerzbischof pro hac vice | Apostolischer Nuntius und Apostolischer Delegat | 28. März 1992 |     |